# Vulcaniella gielisi
Vulcaniella gielisi ist ein Schmetterling (Nachtfalter) aus der Familie der Prachtfalter (Cosmopterigidae). Die Art ist nach dem niederländischen Lepidopterologen Dr. Cees Gielis benannt, der die Falter der Typusserie sammelte.

## Merkmale
Die Falter erreichen eine Flügelspannweite von 10 bis 11 Millimeter. Kopf, Stirn (Frons), Scheitel (Vertex) und das Nackenbüschel glänzen weiß. Der Halskragen ist bräunlich golden. Die Labialpalpen sind weiß, das zweite Segment hat einen braunen subapikalen Fleck. Das dritte Segment ist braun und hat dorsal und ventral einen weißen Längsstrich. Die Fühler glänzen dunkelbraun, die ersten drei Viertel sind weiß geringelt. Im apikalen Viertel befinden sich fünf weiße Segmente, die jeweils von drei dunkelbraunen Segmenten getrennt sind. Die Fühlerspitze ist braun. Das Fühlerbasisglied (Scapus) glänzt dunkelbraun und hat vorn eine weiße Linie und einen weißen Fleck an der Spitze. Ventral ist es weiß. Thorax und Tegulae glänzen goldbraun. Der Thorax ist hinten weiß gerandet.
Die Beine glänzen dunkelbraun, die Vordertibien haben weiße Basal- und Apikalringe, zwei kurze weiße Längslinien und in der Mitte einen weißen Fleck. Die Mittel- und Hintertibien haben weiße Basal, Medial- und Apikalringe. Die Tarsen haben in der Mitte zwei weiße Bänder. Die Sporne sind weiß und apikal ockerweiß.
Die Vorderflügel glänzen goldbraun. Ein kleiner weißer Fleck befindet sich an der Costalader an der Basis, er wandelt sich an der Analfalte in einen kurzen silbrigen Strich. Eine schräg nach außen verlaufende Binde befindet sich bei 1/6 der Vorderflügellänge. Sie beginnt an der Costalader als weißer Strich und ist hinter der Analfalte silbrig und erhaben. Zur Zeichnung der Vorderflügel gehören sechs erhabene silbrige Flecke. Zwei befinden sich an der Costalader. Der erste liegt vor der halben Vorderflügellänge und ist mit der Costalader durch einen weißen Fleck verbunden. Der zweite befindet sich bei 3/4 der Vorderflügellänge und hat einen weißen Strich, der von der Costalader bis in die Fransenschuppen reicht. Drei Flecke befinden sich am Flügelinnenrand. Der erste liegt auf der Analfalte gegenüber dem ersten Costalfleck. Der zweite befindet sich am Flügelinnenrand zwischen den beiden Costalflecken. Der Dritte liegt am Innenwinkel hinter dem dritten Costalfleck. Ein Fleck befindet sich am Apex. Um die Flügelspitze herum sind einige silbrige Schuppen verteilt. Die Fransenschuppen sind graubraun. Die Hinterflügel glänzen grau und sind in Richtung Apex bräunlicher.
Die ersten drei Segmente des Abdomens glänzen ockergrau, die übrigen Segmente glänzen grau. Alle Segmente sind hinten hellgrau gebändert, ventral glänzen sie grau. Das Afterbüschel ist dorsal gräulich weiß und ventral weiß.
Bei den Männchen ist das rechte Brachium breit und nahezu parallelwandig. Es ist stark nach innen gebogen und hat einen quadratischen Apex. Das linke Brachium ist nahezu gerade und hat einen gestutzten Apex. Die Valven sind an der Basis breit und verjüngen sich distal allmählich. Die Spitze des Cucullus ist nach innen geringelt. Die rechte Valvella ist kürzer als der distale Teil des Aedeagus. Sie ist an der Basis breit und verjüngt sich in der Mitte. Die Spitze ist rundlich. Die linke Valvella ist ziemlich lang und hat einen breiten rundlichen Apex. Der Aedeagus läuft spitz zu und verjüngt sich in der Mitte.
Die Genitalarmatur der Weibchen wurde bisher nicht beschrieben.

### Ähnliche Arten
Vulcaniella gielisi ähnelt der goldbraunen Form von Vulcaniella glaseri, unterscheidet sich aber durch die goldbraune Färbung von Thorax und Tegulae.

## Verbreitung
Vulcaniella gielisi ist in Spanien beheimatet.

## Biologie
Die Biologie der Art ist unbekannt. Die Falter wurden auf einer Waldlichtung eines Kiefernwaldes im Gebirge gesammelt, auf der reichlich Salbei (Salvia) wuchs.

## Belege
1. 1 2 3 4 5 6 7 8 9 10  J. C. Koster, S. Yu. Sinev: Momphidae, Batrachedridae, Stathmopodidae, Agonoxenidae, Cosmopterigidae, Chrysopeleiidae. In: P. Huemer, O. Karsholt, L. Lyneborg (Hrsg.): Microlepidoptera of Europe. 1. Auflage. Band 5. Apollo Books, Stenstrup 2003, ISBN 87-88757-66-8, S. 160 (englisch).
2. ↑  Vulcaniella gielisi bei Fauna Europaea. Abgerufen am 7. März 2003